# V.League 1 2020
Die V.League 1 2020, aus Sponsorengründen auch als LS V.League 1 bekannt, war die 37. Spielzeit der höchsten vietnamesischen Fußballliga seit der offiziellen Einführung im Jahr 1980. Titelverteidiger war der Hà Nội FC.

## Mannschaften
| Team                    | Stadt             | Heimstadion             | Kapazität |
| ----------------------- | ----------------- | ----------------------- | --------- |
| Becamex Bình Dương      | Bình Dương        | Gò-Đậu-Stadion          | 18.250    |
| Dược Nam Hà Nam Định FC | Nam Định          | Thiên-Trường-Stadium    | 30.000    |
| Hà Nội FC               | Hanoi             | San Hanoi Stadium       | 22.500    |
| Hải Phòng FC            | Hải Phòng         | Lạch Tray Stadium       | 30.000    |
| Hoàng Anh Gia Lai       | Pleiku            | Pleiku-Stadium          | 12.000    |
| Hồng Lĩnh Hà Tĩnh FC    | Hà Tĩnh           | Hà Tĩnh Stadium         | 22.000    |
| Quảng Nam FC            | Tam Kỳ            | Tam Kỳ-Stadion          | 15.000    |
| Sài Gòn FC              | Ho-Chi-Minh-Stadt | Thống Nhất Stadium      | 25.000    |
| SHB Đà Nẵng             | Đà Nẵng           | Hòa Xuân-Stadium        | 20.500    |
| Sông Lam Nghệ An        | Vinh              | Vinh Stadium            | 12.000    |
| Than Quảng Ninh FC      | Quảng Ninh        | Cẩm Phả Stadium         | 15.000    |
| FC Thanh Hóa            | Thanh Hóa         | Thanh-Hóa-Stadion       | 14.000    |
| Hồ Chí Minh City FC     | Ho-Chi-Minh-Stadt | Thống Nhất Stadium      | 25.000    |
| Viettel FC              | Hanoi             | Mỹ-Đình-Nationalstadion | 40.192    |

## Personal
| Mannschaft              | Trainer                        | Mannschaftskapitän |
| ----------------------- | ------------------------------ | ------------------ |
| Becamex Bình Dương      | Nguyễn Thanh Sơn               | Tô Văn Vũ          |
| Dược Nam Hà Nam Định FC | Phạm Hồng Phú                  | Đinh Xuân Việt     |
| Hà Nội FC               | Chu Đình Nghiêm                | Nguyễn Văn Quyết   |
| Hải Phòng FC            | Phạm Anh Tuấn                  | Doãn Ngọc Tân      |
| Hoàng Anh Gia Lai       | Dương Minh Ninh Nguyễn Văn Đàn | Nguyễn Tuấn Anh    |
| Hồng Lĩnh Hà Tĩnh FC    | Phạm Minh Đức                  | Lê Tấn Tài         |
| Quảng Nam FC            | Đào Quang Hùng                 | Đinh Thanh Trung   |
| Sài Gòn FC              | Vũ Tiến Thành                  | Nguyễn Ngọc Duy    |
| SHB Đà Nẵng             | Lê Huỳnh Đức                   | Hà Đức Chinh       |
| Sông Lam Nghệ An        | Ngô Quang Trường               | Hoàng Văn Khánh    |
| Than Quảng Ninh FC      | Phan Thanh Hùng                | Huỳnh Tuấn Linh    |
| FC Thanh Hóa            | Mai Xuân Hợp                   | Lê Văn Thắng       |
| Hồ Chí Minh City FC     | Jung Hae-Seong                 | Trần Phi Sơn       |
| Viettel FC              | Trương Việt Hoàng              | Bùi Tiến Dũng      |

## Ausländische Spieler
| Mannschaft              | Spieler 1           | Spieler 2            | Spieler 3            | AFC Spieler | Eingebürgerte Spieler  | Ehemalige Spieler                            |
| ----------------------- | ------------------- | -------------------- | -------------------- | ----------- | ---------------------- | -------------------------------------------- |
| Becamex Bình Dương      | Hedipo              | Ali Rabo             | Youssouf Touré       |             | Nguyễn Trung Đại Dương |                                              |
| Dược Nam Hà Nam Định FC | Rafaelson           | Thiago Papel         | Emmanuel Tony Agbaji |             | Gastón Merlo           | Valentin Zoungrana                           |
| Hà Nội FC               | Rimario Gordon      | Pape Omar Fayé       | Moses Oloya          |             |                        | Papa Ibou Kébé                               |
| Hải Phòng FC            | Diego               | Andre Fagan          | Joseph Mpande        |             |                        | Claudecir                                    |
| Hoàng Anh Gia Lai       | Chevaughn Walsh     | Kester Oahimijie     | Damir Memović        |             |                        |                                              |
| Hồng Lĩnh Hà Tĩnh FC    | Bruno Henrique      | Janclesio            | Victor Mansaray      |             |                        | Pina                                         |
| Quảng Nam FC            | Rodrigo Dias        | Zé Paulo             | Papa Ibou Kébé       |             | Hoàng Vissai           | Lucas                                        |
| Sài Gòn FC              | Geovane Magno       | Pedro Paulo          | Ahn Byung-keon       |             |                        |                                              |
| SHB Đà Nẵng             | Igor Jelić          | Grace Tanda          | Ismahil Akinade      |             |                        | Philippe Nsiah                               |
| Sông Lam Nghệ An        | Gustavo             | Felipe Martins       | Peter Onyekachi      |             |                        | Alagie Sosseh                                |
| Than Quảng Ninh FC      | Claudecir           | Jermie Dwayne Lynch  | Neven Laštro         | Brasilien   | Geoffrey Kizito        | Andre Fagan                                  |
| FC Thanh Hóa            | Louis Epassi Ewonde | Aimé Gassissou       | Josip Balić          | Brasilien   | Hoàng Vũ Samson        | Grace Tanda Philippe Nsiah                   |
| Hồ Chí Minh City FC     | Papé Diakité        | José Guillermo Ortiz | Ariel Rodríguez      |             |                        | Viktor Prodell Alex Amido Baldé Seo Yong-duk |
| Viettel FC              | Bruno Cantanhede    | Caíque               | Luizão               |             |                        |                                              |

## Reguläre Saison
| Pl.                 | Verein                   | Sp. | S | U | N | Tore    | Diff. | Punkte |
| ------------------- | ------------------------ | --- | - | - | - | ------- | ----- | ------ |
| 1.                  | Sài Gòn FC               | 13  | 6 | 6 | 1 | 019:700 | +12   | 24     |
| 2.                  | Viettel FC               | 13  | 6 | 4 | 3 | 020:150 | +5    | 22     |
| 3.                  | Than Quảng Ninh FC       | 13  | 6 | 3 | 4 | 017:160 | +1    | 21     |
| 4.                  | Hà Nội FC (M), (P), (SP) | 13  | 5 | 5 | 3 | 020:130 | +7    | 20     |
| 5.                  | Hồ Chí Minh City FC      | 13  | 6 | 2 | 5 | 023:170 | +6    | 20     |
| 6.                  | Becamex Bình Dương       | 13  | 5 | 5 | 3 | 017:110 | +6    | 20     |
| 7.                  | Hoàng Anh Gia Lai        | 13  | 5 | 5 | 3 | 017:160 | +1    | 20     |
| 8.                  | Hồng Lĩnh Hà Tĩnh FC (N) | 13  | 4 | 6 | 3 | 014:120 | +2    | 18     |
| 9.                  | SHB Đà Nẵng              | 13  | 4 | 4 | 5 | 019:150 | +4    | 16     |
| 10.                 | FC Thanh Hóa             | 13  | 4 | 3 | 6 | 009:140 | −5    | 15     |
| 11.                 | Sông Lam Nghệ An (N)     | 13  | 4 | 3 | 6 | 010:160 | −6    | 15     |
| 12.                 | Dược Nam Hà Nam Định FC  | 13  | 4 | 1 | 8 | 014:230 | −9    | 13     |
| 13.                 | Hải Phòng FC             | 13  | 3 | 4 | 6 | 008:170 | −9    | 13     |
| 14.                 | Quảng Nam FC             | 13  | 2 | 3 | 8 | 017:320 | −15   | 09     |
| Stand: 13. Spieltag |                          |     |   |   |   |         |       |        |

| Nach dem 13. Spieltag:                                      |                                 |
| Teilnehmer Championship-Gruppe Teilnehmer Relegation-Gruppe |                                 |
| Zum Saisonende 2019:                                        |                                 |
| (M)                                                         | Amtierender Meister             |
| (P)                                                         | Amtierender Pokalsieger         |
| (SP)                                                        | Amtierender Superpokalsieger    |
| (N)                                                         | Aufsteiger aus der zweiten Liga |

## Championship-Gruppe
| Pl.               | Verein                   | Sp. | S  | U | N | Tore    | Diff. | Punkte |
| ----------------- | ------------------------ | --- | -- | - | - | ------- | ----- | ------ |
| 1.                | Viettel FC               | 20  | 12 | 5 | 3 | 029:160 | +13   | 41     |
| 2.                | Hà Nội FC (M), (P), (SP) | 20  | 11 | 6 | 3 | 037:160 | +21   | 39     |
| 3.                | Sài Gòn FC               | 20  | 9  | 7 | 4 | 030:190 | +11   | 34     |
| 4.                | Than Quảng Ninh FC       | 20  | 9  | 4 | 7 | 027:260 | +1    | 31     |
| 5.                | Hồ Chí Minh City FC      | 20  | 8  | 4 | 8 | 029:250 | +4    | 28     |
| 6.                | Becamex Bình Dương       | 20  | 7  | 7 | 6 | 025:210 | +4    | 28     |
| 7.                | Hoàng Anh Gia Lai        | 20  | 6  | 5 | 9 | 027:360 | −9    | 23     |
| 8.                | Hồng Lĩnh Hà Tĩnh FC (N) | 20  | 4  | 8 | 8 | 019:240 | −5    | 20     |
| Stand: Saisonende |                          |     |    |   |   |         |       |        |

| Nach Saisonende 2020:                                                                                          |                                 |
| Meister und Qualifikation für die AFC-Champions-League-Gruppenphase Qualifikation für die AFC Cup Gruppenphase |                                 |
| Zum Saisonende 2019:                                                                                           |                                 |
| (M) | Amtierender Meister             |
| (P) | Amtierender Pokalsieger         |
| (SP) | Amtierender Superpokalsieger    |
| (N) | Aufsteiger aus der zweiten Liga |

## Relegation-Gruppe
| Pl.               | Verein                  | Sp. | S | U | N  | Tore    | Diff. | Punkte |
| ----------------- | ----------------------- | --- | - | - | -- | ------- | ----- | ------ |
| 9.                | SHB Đà Nẵng             | 18  | 5 | 8 | 5  | 026:220 | +4    | 23     |
| 10.               | Sông Lam Nghệ An (N)    | 18  | 6 | 5 | 7  | 017:000 | +17   | 23     |
| 11.               | FC Thanh Hóa            | 18  | 5 | 6 | 7  | 016:220 | −6    | 21     |
| 12.               | Hải Phòng FC            | 18  | 5 | 4 | 9  | 015:250 | −10   | 19     |
| 13.               | Dược Nam Hà Nam Định FC | 18  | 5 | 3 | 10 | 019:300 | −11   | 18     |
| 14.               | Quảng Nam FC            | 18  | 5 | 3 | 10 | 028:410 | −13   | 18     |
| Stand: Saisonende |                         |     |   |   |    |         |       |        |

| Nach Saisonende 2020:       |
| Absteiger in die V.League 2 |

## Beste Torschützen
Stand: Saisonende 2020
| Platz | Spieler             | Mannschaft           | Tore |
| ----- | ------------------- | -------------------- | ---- |
| 1.    | Rimario Gordon      | Hà Nội FC            | 12   |
| 1.    | Pedro Paulo         | Sài Gòn FC           | 12   |
| 3.    | Chevaughn Walsh     | Hoàng Anh Gia Lai    | 10   |
| 3.    | Bruno Henrique      | Hồng Lĩnh Hà Tĩnh FC | 10   |
| 5.    | Jermie Dwayne Lynch | Than Quảng Ninh FC   | 8    |
| 5.    | Geovane Magno       | Sài Gòn FC           | 8    |
| 5.    | Bruno Cantanhede    | Viettel FC           | 8    |
| 8.    | Joseph Mpande       | Hải Phòng FC         | 7    |
| 8.    | Ismahil Akinade     | SHB Đà Nẵng          | 7    |

## Ausrüster und Sponsor
| Mannschaft              | Trainer                    | Mannschaftskapitän                                  |
| ----------------------- | -------------------------- | --------------------------------------------------- |
| Becamex Bình Dương      | Kamito                     | Becamex IDC                                         |
| Dược Nam Hà Nam Định FC | Kelme                      | Nam Hà Pharma                                       |
| Hà Nội FC               | Kappa                      | T&T Group Vinawind Bamboo Airways Artexport         |
| Hải Phòng FC            | Jogarbola                  | VTC3                                                |
| Hoàng Anh Gia Lai       | Mizuno                     | Thaco                                               |
| Hồng Lĩnh Hà Tĩnh FC    | Kelme                      | Vinmart                                             |
| Quảng Nam FC            | Jogarbola                  | LS Group Đất Quảng Company                          |
| Sài Gòn FC              | Zaicro                     | Bến Thành Holding Văn Lang University Him Lam Group |
| SHB Đà Nẵng             | Kamito                     | Saigon-Hanoi Commercial Joint Stock Bank            |
| Sông Lam Nghệ An        | Mitre Sports International | Bac A Bank TH true Juice                            |
| Than Quảng Ninh FC      | Joma                       | Vinacomin                                           |
| FC Thanh Hóa            | Jogarbola                  |                                                     |
| Hồ Chí Minh City FC     | Kappa                      | CityLand                                            |
| Viettel FC              | FBT                        | Viettel                                             |